# Cinesite Animation

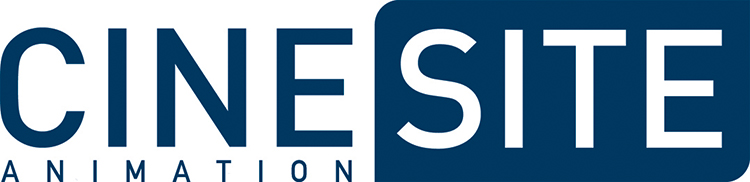

Cinesite Animation är en produktions- och serviceanimationsstudio baserad i Montreal, Quebec. Det är en del av Cinesite Studios, tillsammans med dess partnerföretag Cinesite VFX.
Cinesite tillkännagav officiellt lanseringen av sin dedikerade funktionsanimationsavdelning den 8 februari 2016. I mars 2017 förvärvade Cinesite-gruppen Vancouver-baserade animationsstudion Nitrogen Studios. I juli 2022 förvärvade studion den kanadensiska animationsstudion L'Atelier Animation. I augusti 2022 köpte man en majoritetsandel i den kanadensiska animationsstudion Squeeze.
Företaget är för närvarande under utveckling av nio animerade filmer, planerade att vara i produktion 2020, förutom servicearbeten för 3QU Media och Sony Pictures Animation.

## Långfilmer
| År   | Filmtitel                                   | Studio | Anteckningar |
| ---- | ------------------------------------------- | --- | ------------ |
| 2017 | Stjärnan                                    | Sony Pictures Animation                                                                                          |              |
| 2019 | Familjen Addams                             | Metro-Goldwyn-Mayer / Bron Studios                                                                               |              |
| 2021 | Flummlarna                                  | Netflix / Huayi Brothers / HB Wink Animation                                                                     |              |
| 2021 | Familjen Addams 2                           | Metro-Goldwyn-Mayer / Bron Studios                                                                               |              |
| 2022 | Riverdance: Det animerade äventyret         | Netflix / Aniventure                                                                                             |              |
| 2022 | Tassar av stål                              | Paramount Pictures / Nickelodeon Movies / GFM Animation / HB Wink Animation / Aniventure                         |              |
| 2023 | Teenage Mutant Ninja Turtles: Mutant Mayhem | Paramount Pictures / Nickelodeon Movies / Point Grey Pictures                                                    |              |
| 2024 | Iwájú                                       | Walt Disney Animation Studios / Kugali Media                                                                     | TV-serie     |
| 2024 | Hitpig!                                     | Aniventure |              |
| 2025 | Smurfar                                     | Paramount Pictures / Paramount Animation / Nickelodeon Movies / Marcy Media Films / LAFIG Belgium / Peyo Company |              |